# 편의시설부정이용죄
편의시설부정이용죄(便宜施設不正利用罪)이란 대한민국 형법상 범죄로 부정한 방법으로 대가를 지급하지 안하고 자동판매기, 공중전화 기타 유료자동설비를 이용하여 재물 또는 재산상의 이익을 취하는 것을 말한다.

## 같이 보기
- 대한민국 형법 제348조의2 편의시설부정이용